# Dafne Schippers

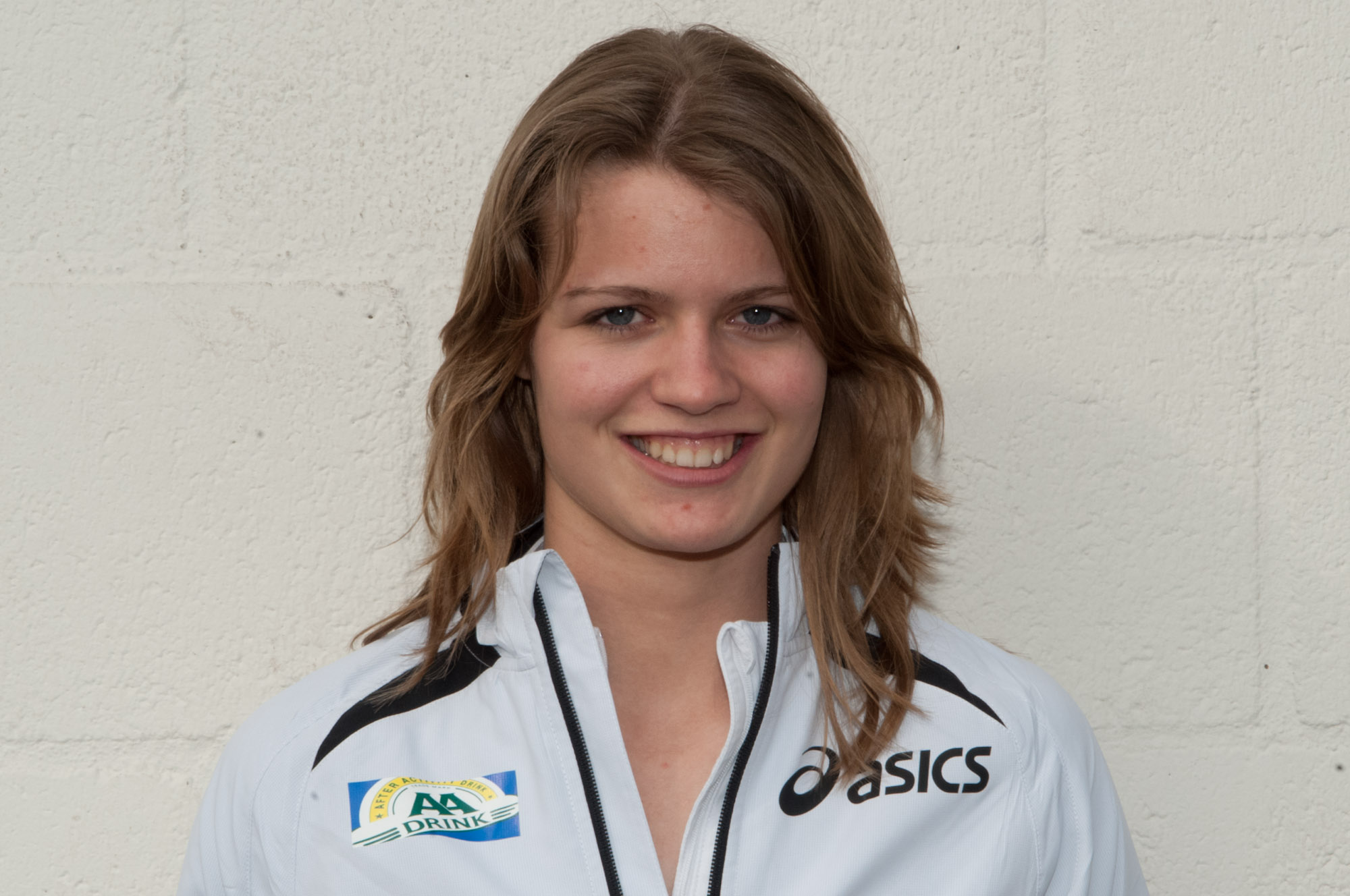
Dafne Schippers in maart 2010

Dafne Schippers (Utrecht, 15 juni 1992) is een Nederlands voormalig atlete. In 2015 werd ze wereldkampioene op de 200 meter in een Europees record van 21,63 s, op dat moment de derde tijd ter wereld ooit gelopen. Op de 100 meter werd zij tweede in de nationale recordtijd van 10,81. Een jaar later won ze op de Olympische Spelen zilver op de 200 meter. In 2014 werd ze Europees kampioene op de 100 en 200 meter. In 2016 prolongeerde zij haar Europese titel op de 100 meter, gevolgd door prolongatie van haar wereldtitel op de 200 meter in 2017 in Londen.
Schippers legde zich aanvankelijk met veel succes toe op de meerkamp. In 2010 werd zij wereldkampioene bij de junioren op de zevenkamp, de eerste wereldtitel op een meerkamp ooit voor een Nederlander. In 2012 eindigde zij op de Olympische Spelen als twaalfde op de zevenkamp, een jaar later gevolgd door een derde plaats op de wereldkampioenschappen, de eerste Nederlandse vrouw die op een senioren-WK atletiek een medaille veroverde.
Naast haar aanleg voor de meerkamp en sprint bleek zij bovendien een getalenteerd verspringster. Op de sprint en bij het verspringen veroverde zij vele nationale jeugdtitels en werd op haar zeventiende al voor het eerst Nederlands sprintkampioene bij de vrouwen. Bovendien behaalde zij successen als lid van het nationale team op de 4 x 100 m estafette met, naast diverse nationale recordverbeteringen, zilver op de Europese kampioenschappen van 2012, goud op de EK van 2016 in Amsterdam en een finaleplaats op de Olympische Spelen in Londen.

## Biografie

### 2001 - 2008: Het begin
Schippers begon op jonge leeftijd met tennis. Ze kwam er echter snel achter dat haar hart niet bij tennis lag, maar bij het rennen. Een sponsorloop bood dan ook uitkomst bij haar keuze. Al snel na een sponsorloop bij de tennisvereniging besloot ze op atletiek te gaan. Op negenjarige leeftijd meldde zij zich aan bij het Utrechtse Hellas en al gauw viel zij op door zowel haar fysieke aanleg als haar gedrevenheid. Zo kon Schippers zich bijvoorbeeld kapot ergeren aan kinderen die op de training meer aan het keten waren dan aan het sporten. Haar eerste serieuze wedstrijd was op 3 januari 2003, een juniorenwedstrijd in het Groningse Zuidbroek. Plaats van handeling een veehal, die de nacht ervoor was schoongemaakt en van een houten atletiekbaan was voorzien. Haar eerste overwinning behaalde zij op 21 september 2008, toen zij in Enschede kampioene werd op de zevenkamp bij de B-junioren, waarna zij zich ontpopte als een van de grootste Nederlandse talenten van haar lichting.

### 2009: Eerste successen als junior
Indoor
Reeds aan het begin van het jaar, in februari, deed Schippers tijdens de Nederlandse indoorkampioenschappen voor A/B-junioren van zich spreken. In het gloednieuwe Omnisportcentrum in Apeldoorn troefde zij zowel op de 60 m sprint als de 60 m horden dat andere grote talent, Jamile Samuel, af. Met haar 7,42 s liep ze op de sprint zelfs sneller dan het jeugdrecord van 7,43 van Jacqueline Poelman, dat dateert uit 1992. Een officieel record werd het overigens niet, omdat de sprint- en rondbaan van de Apeldoornse baan nog niet goedgekeurd waren. Twee weken later won zij, opnieuw in Apeldoorn, bij de B-meisjes de nationale indoortitel op de vijfkamp.
Outdoor
Tijdens het zomerseizoen veroverde zij drie Nederlandse titels bij de B-junioren, op de 100 m, de 100 m horden en het verspringen. Eerder, op 6 en 7 juni in Lisse, was zij op het NK meerkampen ook alle A-meisjes op de zevenkamp de baas gebleven. Vervolgens werd Schippers op haar eerste grote, internationale kampioenschap, de Europese jeugdkampioenschappen van 2009 in Novi Sad, als zeventienjarige vierde op de zevenkamp tussen atletes die allemaal een tot twee jaar ouder waren; alleen de als achtste eindigende Britse Katarina Johnson-Thompson was een half jaartje jonger. Zelfs haar twee jaar oudere landgenote Nadine Broersen hield zij achter zich. Die werd vijfde. Met het door haar bij die gelegenheid verzamelde puntentotaal van 5507 plaatste Schippers zich bij de Nederlandse B-junioren, de leeftijdscategorie van 16/17 jaar, op de eerste plaats aller tijden.

### 2010: Eerste nationale titel bij de senioren, wereldkampioene bij de junioren
Indoor

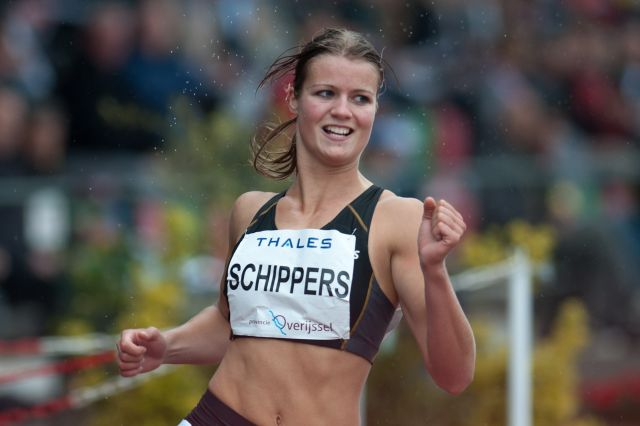
Tijdens de FBK Games 2010

Het jaar 2010 zette Schippers goed in. Eerst werd zij op de NK indoor in Apeldoorn voor de eerste maal kampioene bij de senioren door op de 60 m Jamile Samuel nipt te verslaan. De tijden: 7,43 om 7,49. Vervolgens haalde zij enkele weken later op de NK indoor voor junioren ook nog eens goud binnen door bij de A-meisjes kampioene te worden op de 60 m horden. Hierna kwam zij op de 60 m samen met vaste rivale Jamile Samuel tot een jeugdrecord, doordat beiden de klokken stil lieten staan op 7,37, waarbij de Amsterdamse ditmaal haar borst net even eerder dan Schippers over de finishlijn drukte.
Outdoor
In mei 2010 deed Schippers mee aan een internationale meerkamp in het Italiaanse Desenzano en stond daar tot ieders verrassing na de eerste dag aan de leiding. Als jongste deelneemster kon ze dat de tweede dag niet volhouden, maar wel verbeterde ze tijdens de meerkamp op zes onderdelen haar persoonlijke records, en daarmee ook haar record op de zevenkamp. Ze klom hiermee naar plaats drie van de Nederlandse allertijdenlijst voor A-meisjes. Het meerkamptotaal betekende een limiet voor de wereldkampioenschappen voor junioren in juli in het Canadese Moncton, maar ook haar prestaties op de 200 m (23,70) en het verspringen (6,26 m) waren limietprestaties.
Een week na de zevenkamp verbeterde ze in Lisse bij de Ter Specke Bokaal de beste prestatie aller tijden bij de vrouwen op de incourante 150 m. Met haar 17,20 onttroonde ze Jacqueline Poelman als officieus recordhoudster. Ze verwierf hiermee de Ter Specke Bokaal. Veertien dagen later kwam zij tijdens de verregende FBK Games in Hengelo met een rugwind van 3,3 m/s op de 100 m tot 11,56, waarmee zij vijfde werd achter de Amerikaanse winnares Carmelita Jeter (11,16).
Bij de WK voor junioren in Moncton draaide Schippers wéér een betere meerkamp. Alleen het hoogspringen viel in het water (het regende voortdurend); hier bleef zij met 1,63 ruim onder haar PR. Alle andere onderdelen waren van hoge kwaliteit. Op de horden behaalde zij met 13,87 een PR en bij het kogelstoten met 13,03 een meerkamprecord. Op de 200 m stond een fractie te veel wind voor een officieel record, maar het was met 23,41 feitelijk wel haar beste race tot dan toe. Bij het verspringen vestigde ze met 6,30 m een PR en sprong ze met te veel wind zelfs 6,35, wat als score binnen de meerkamp gewoon meetelt bij een eventueel puntenrecord. Bij het speerwerpen wierp zij met 38,03 m een meerkamprecord en op de 800 m liep zij met 2.18,57 alweer een PR. Ondanks de lage score bij het hoogspringen was haar totaal van 5967 punten zowel een PR als een Nederlands jeugdrecord. Ze werd er met ruime voorsprong wereldkampioene mee. Het oude Nederlandse record van 5914 punten stond sinds 1998 op naam van Saskia Meijer, al had Marjon Wijnsma in 1984 met 5943 punten een beter totaal dan Meijer gescoord, echter waren destijds negentienjarigen reeds senior. Binnen de meerkamp waren vooral het verspringen en de 200 m van superieur niveau. Het verspringen zou Schippers bij deze WK junioren op het individuele nummer ook een medaille opgeleverd hebben, de 200 m bijna. Een dag later veroverde Schippers in de finale van de 4 x 100 m estafette samen met Jamile Samuel, Loreanne Kuhurima en Eva Lubbers een bronzen medaille in 44,09, een Nederlands jeugdrecord.

### 2011: Europees juniorenkampioene in Tallinn, WK in Daegu
Indoor
Al op 29 januari verbeterde Schippers bij een internationale indoorwedstrijd in Luxemburg opnieuw het Nederlandse indoorjeugdrecord op de 60 m. In haar serie kwam zij al tot 7,33, in de finale tot 7,28. Hiermee behaalde zij ook de limiet voor de Europese indoorkampioenschappen bij de senioren. Bovendien steeg zij met haar tijd naar de vierde plaats op de Nederlandse ranglijst van beste atletes aller tijden. Alleen Nelli Cooman, Els Vader en Jacqueline Poelman waren ooit sneller.
Bij de NK indoor voor junioren, begin februari 2011 in Apeldoorn, won ze met 7,33 de titel op de 60 m en met 8,45 die op de 60 m horden. Een week later won ze bij de NK voor senioren het verspringen met een afstand van 6,20 m, 1 cm verder dan het Nederlands juniorenrecord uit 1986 van Mieke van der Kolk. Een dag later won ze met - opnieuw - 7,28 de 60 m voor Jamile Samuel en Loreanne Kuhurima.
Begin maart kwam Schippers tijdens de EK indoor in Parijs op de 60 m tweemaal tot 7,30. Ze bracht het in de halve finale tot een zesde plaats.
Outdoor
In Götzis verbeterde Schippers op 28 en 29 mei 2011 haar beste prestatie op de zevenkamp met een puntentotaal van 6172. Hiermee behaalde de junioratlete ook een olympische nominatie. Op de 200 m liet Schippers 22,90 noteren, waarmee ze het Nederlandse record van 22,81 van Els Vader dicht naderde. Met beide prestaties haalde zij bovendien de limiet voor de wereldkampioenschappen in Daegu.
Bij de EK voor landenteams in Izmir, enkele weken later, lieten Dafne Schippers, Anouk Hagen, Kadene Vassell en Jamile Samuel op de 4 x 100 m estafette vervolgens 43,90 noteren, slechts 0,04 seconden verwijderd van de limiet voor de WK in Daegu.
Ook bij de NK outdoor voor junioren was Schippers succesvol. Ze won de titel op de 100 m in 11,13, een tijd die in de buurt kwam van het Nederlandse record van 11,08 van Nelli Cooman uit 1986. De prestatie ging echter niet de boeken in als Nederlands juniorenrecord, omdat de rugwind in de finale met 2.8 m/s te hard was. Haar tijd in de series van 11,39 was wel een Nederlands record voor A-meisjes.

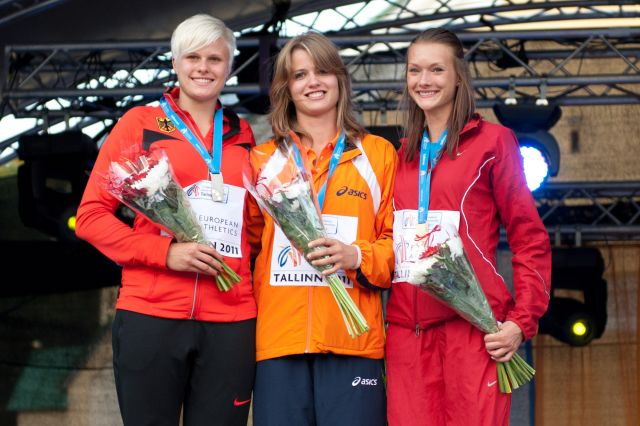
Dafne Schippers met bloemen na haar overwinning in Tallinn in 2011, geflankeerd door Sara Gambetta (links) en Laura Ikauniece

Bij de EK voor junioren in Tallinn in juli 2011 was Schippers de beste atlete op de zevenkamp met 6153 punten. Zij verbeterde hierbij met 13,27 op de 100 m horden en met 6,47 m bij het verspringen de Nederlandse juniorenrecords. Bij het hoogspringen werd een sprong over 1,60 afgekeurd, omdat Schippers voor haar beurt sprong. Uiteindelijk kwam ze tot 1,63. Bij het kogelstoten kwam zij slechts tot 13,47. Op het slotnummer van de eerste dag kon Schippers zich revancheren. Met haar 22,91 (-0,4 m/s) op de 200 m was ze ruim 1,3 seconden sneller dan haar concurrentes.
De tweede dag van de meerkamp begon met een controverse rond het verspringen. Schippers' derde poging was een zogenaamde doorloper, die wel geldig werd geacht, maar door de jury niet werd opgemeten. Ter compensatie kreeg Schippers een vierde poging. Zij verbeterde de 6,08 uit haar eerste poging naar 6,47 (-0.8 m/s) en verbrak daarmee haar tweede Nederlandse juniorenrecord in dit toernooi. Het oude record stond met 6,43 op naam van Mieke van der Kolk. Op het speerwerpen liet Schippers 39,76 noteren, een verbetering ten opzichte van haar PR-meerkamp. De twee dagen competitie in de hitte eisten wel hun tol tijdens de afsluitende 800 m, waarin Schippers slechts 2.22,40 liet optekenen, maar wel het goud veilig stelde.
Opvallend was dat haar prestaties op de horden, de 200 m en het verspringen beter waren dan die van de winnaressen op de individuele nummers.
Een week later won Schippers bij de Nederlandse baankampioenschappen de 100 m in 11,41 (-0.9 m/s). Zij versloeg haar rivales Jamile Samuel (11,75) en Anouk Hagen (11,89). In de series liep zij met 11,27 sneller dan de limiet voor de WK in Daegu, maar er stond iets te veel wind (+2.1 m/s).
Schippers had zich voor de WK in Daegu gekwalificeerd voor de beide sprintnummers en de zevenkamp, maar ze besloot, zo kort na twee zware zevenkampen, alleen deel te nemen aan de 200 m en de estafette. De ploeg voor de 4 x 100 m estafette had zich eerder met Schippers, Hagen, Vassell en Samuel in Izmir met 43,90 net niet geplaatst, maar wel exact voldaan aan de iets lagere eis van de IAAF en de Nederlandse Atletiekunie streek met de hand over het hart, omdat men het belangrijk vond dat het beloftevolle viertal ervaring op zou doen.
De keuze pakte goed uit. In haar eerste serie op de 200 m verbeterde Schippers het 30 jaar oude Nederlandse record van Els Vader. Ze won met 22,69, een verbetering van 0,12 seconde. In de halve finale werd ze vijfde in 22,92, één plaats te laag voor de finale.
Enkele dagen later werd het viertal Schippers, Kadene Vassell, Anouk Hagen en Jamile Samuel derde in hun serie op de 4 x 100 m estafette. Met de negende tijd haalden zij niet de finale, maar met 43,44 evenaarden zij het Nederlandse record, dat al sinds 1968 op naam stond van het olympische viertal Wilma van den Berg, Mieke Sterk, Truus Hennipman en Corrie Bakker. De tijd was ook goed voor een nominatie voor de Olympische Zomerspelen 2012 in Londen.

### 2012: In het teken van de OS in Londen
Indoor
In 2012 was deelname aan de 60 m op de WK indoor in Istanbul een eerste doel van Schippers. Reeds bij haar eerste indoorwedstrijd van het jaar, de internationale Dussmann Indoor Meeting in Luxemburg, voldeed zij aan de kwalificatielimiet door zowel in de serie als in de finale naar 7,25 te snellen, de op twee na snelste tijd ooit van een Nederlandse. Slechts Nelli Cooman (7,00) en Els Vader (7,11) waren ooit sneller.
Bij het NK indoor Meerkamp in Apeldoorn, enkele weken later, nam ze alleen deel aan de eerste drie nummers, omdat ze zich wilde focussen op de NK indoor van een week later. Na 8,26 op de 60 m horden, kreeg zij bij het hoogspringen last van een knieblessure, waardoor zij hier niet goed verder kon. Het kogelstoten was daarna met 13,91 weer heel behoorlijk.
Schippers heerste vervolgens op de NK indoor op de 60 m weer als vanouds. Met haar 7,19 en haar derde achtereenvolgende titel op dit onderdeel, was ze alweer sneller dan in Luxemburg.
Op de WK indoor in Istanbul drong zij enkele weken later op de 60 m door tot de halve finale. Haar 7,25 was niet slecht, maar een misstap bij de herstart verhinderde dat er meer in zat. Nu viel zij net buiten de finale.
Outdoor
Schippers wilde bij de Hypo-Meeting in Götzis, eind mei, op de zevenkamp vormbehoud tonen om de Spelen in Londen zeker te stellen. Ze moest voldoen aan de IAAF-B-standaard van 5950 punten. Via een stage in Spanje en een paar eerste wedstrijden van het seizoen waarin zij zich tot enkele onderdelen beperkte, werkte zij hier gericht naartoe. Die aanpak had succes, want in Götzis eindigde zij op een zevende plaats met een persoonlijk record van 6360 punten. Opvallend was hier vooral haar 200 m. Met 22,73 bleef ze slechts vier honderdste verwijderd van haar beste tijd. Ze behaalde hiermee ook de B-limiet van 23,30 voor de 200 m op de Olympische Spelen.
Het Nederlands record op de 4 x 100 m estafette was in juni in Genève teruggebracht tot 42,90, maar zonder deelname van Schippers. Om zelf weer een bijdrage te kunnen leveren aan dit reeds gekwalificeerde team, was eerst haar eigen kwalificatie nodig op de 100 m voor de Europese kampioenschappen in Helsinki. Bij de wedstrijden om de Gouden Spike verzekerde Schippers zich van deelname aan de EK door de 100 m te winnen in 11,36 (+1,2 m/s), vier honderdste binnen de EK-limiet.
Op de NK in Amsterdam, half juni, nam zij alleen deel aan de 100 m en het verspringen. De 100 m won zij in 11,38 (+0,1 m/s), het verspringen met 6,54 (+1,1 m/s).

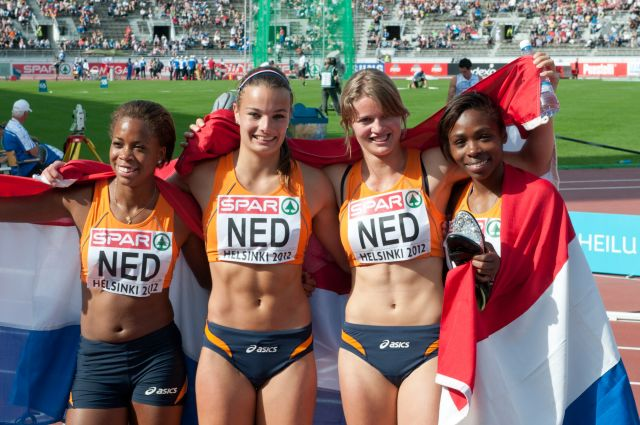
De Nederlandse vrouwenestafetteploeg na het veroveren van het zilver op het EK van Helsinki in 2012 in de nationale recordtijd van 42,80 s; v.l.n.r. Jamile Samuel, Eva Lubbers, Dafne Schippers en Kadene Vassell

Op de EK in Helsinki beperkte Schippers zich, met het oog op de naderende Spelen in Londen, tot de 200 m en de 4 x 100 m estafette. Op de 200 m won zij eerst haar serie en daarna ook haar halve finale in 22,70, één honderdste boven haar eigen nationale record uit 2011. In de finale kwam zij, naar eigen zeggen, de man met de hamer tegen. Haar lichaam was leeg en ze werd vijfde in 23,53.
Op de 4 x 100 m liep het estafetteteam in de series zonder Jamile Samuel en Schippers. In hun plaatsen liepen Esther Akihary en Marit Dopheide. De negende plaats met 43,80 leek onvoldoende, maar leidde toch tot de finale, omdat het Britse viertal werd gediskwalificeerd wegens overschrijding van hun baan. In de finale traden Kadene Vassell, Schippers, Eva Lubbers en Jamile Samuel aan. Dat leverde achter Duitsland een zilveren medaille op en opnieuw een Nederlandse record, dat van 42,90 naar 42,80 werd bijgesteld.
Olympische Spelen
In Londen stond voor Schippers de zevenkamp centraal. Na de eerste dag stond ze zesde in het tussenklassement, maar op de tweede dag hinderden een pijnlijke knie en voet haar vooral bij het speerwerpen, waardoor zij met name op dit onderdeel achterbleef op haar normale niveau. Met een PR van 2.15,52 op het laatste onderdeel, de 800 m, krikte zij haar score op tot 6324 punten, 36 punten onder haar PR. Het leverde haar een twaalfde plaats op, vlak voor landgenote Nadine Broersen.
Op de 4 x 100 m estafette kwam het Nederlandse team in de series tot een derde plaats. In dezelfde samenstelling als in de EK-finale van Helsinki plaatsten de Nederlandse vier zich met 42,45, alweer een verdere verbetering van het nationale record, voor de finale. Hierin werd het viertal in 42,70 zesde, terwijl de Amerikaanse estafettevrouwen het wereldrecord op 40,82 brachten.

### 2013: Goud en brons op EK U23, brons op WK

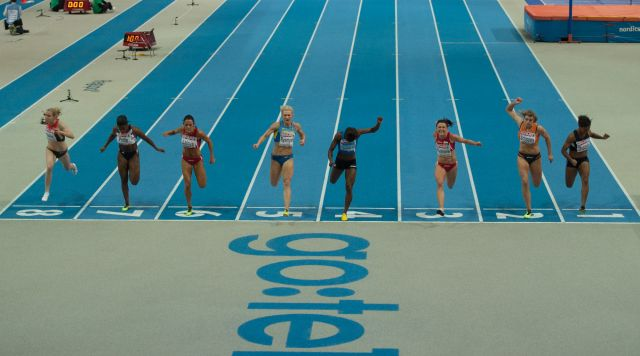
Finish van de finale 60 m op het EK-indoor in Göteborg met Dafne Schippers (tweede van rechts)

In 2013 had Schippers twee voorname doelen: deelname op de sprint bij de EK indoor in Göteborg en op de zevenkamp bij de WK outdoor in Moskou. Daar tussendoor speelde ook nog deelname aan de Europese kampioenschappen U23 in Tampere.
Indoor
Haar deelname in Göteborg stelde Schippers begin februari in Karlsruhe veilig met een 60 m in 7,27, ruim binnen de kwalificatielimiet van 7,30. Na kort ervoor de nationale indoortitels op de 60 m en het verspringen te hebben behaald, slaagde zij er op de EK indoor in om in de 60 m-finale met een PR van 7,14 (eerder was zij in de serie al tot 7,15 gekomen) een vijfde plaats te veroveren, die later zelfs werd omgezet in een vierde vanwege de diskwalificatie van de Bulgaarse Tezdzhan Naimova.
Outdoor
Vervolgens richtte Schippers zich op de Hypo-Meeting in Götzis, waar zij een goede zevenkamp wilde realiseren ter voorbereiding op de WK in Moskou. In Götzis sloot zij, ondanks een migraineaanval, de eerste dag goed af met de tweede plaats achter de Canadese Brianne Theisen. Op de tweede dag volgde een terugslag, mede waardoor zij landgenote Nadine Broersen voorrang moest verlenen en sloot zij Götzis na Theisen (6376 p) en Broersen (6345 p) als derde af met 6287 punten. Schippers: "Ik heb nauwelijks kunnen eten en dat is echt niet goed voor een lange zevenkamp. Ik was helemaal leeg en heb het er vandaag uit moeten persen. Maar dit is wel goed voor mijn zelfvertrouwen. Ik ben heel blij dat ik niet opgegeven heb."

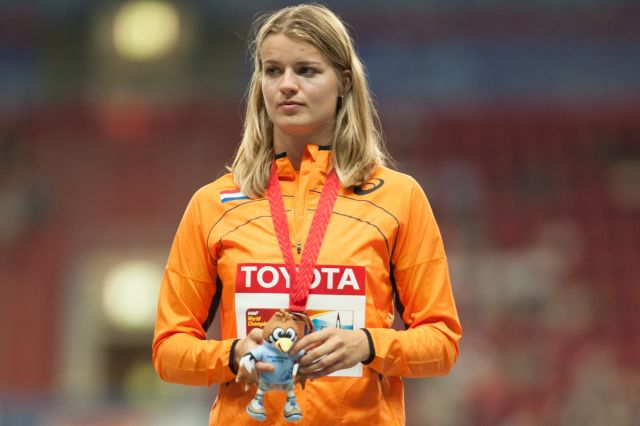
Dafne Schippers met de bronzen medaille op de zevenkamp in Moskou in 2013, de eerste medaille ooit van een Nederlandse op een WK atletiek voor senioren

Op de EK U23 in Tampere stond de sprint weer centraal, maar daarnaast nam Schippers ook deel aan het verspringen. Zij zag het toernooi als een laatste belangrijke aanloop naar de WK in Moskou. Op de 100 m was er geen enkele twijfel: Schippers, die haar persoonlijk record inmiddels in juni op 11,10 had gesteld, was met afstand de beste sprintster en was met haar winnende tijd van 11,13 (-0,7 m/s) veel te sterk voor de concurrentie, van wie de Britse Jodie Williams met 11,42 nog het dichtst in haar buurt bleef. Bij het verspringen sprong zij vervolgens met een PR-prestatie van 6,59 (+1,6 m/s) naar een bronzen plak.
WK in Moskou
De NK baan liet ze vervolgens aan zich voorbijgaan, teneinde zich volledig te kunnen concentreren op de WK in Moskou, medio augustus. Bij dit kampioenschap won Schippers na een felle strijd de bronzen medaille op de zevenkamp. Hiermee was zij de eerste Nederlandse atlete die ooit een medaille haalde op een WK voor senioren. Met haar totaalscore van 6477 punten verbeterde zij bovendien ruimschoots het nationale record van Karin Ruckstuhl uit 2006 van 6423 punten.
Tijdens de wintertraining liep Schippers een tegenslag op. Medio november werden er in een voet een viertal stresshaarden aangetroffen, waardoor de Utrechtse een aantal weken in haar trainingen gas moest terugnemen. Schippers was al eerder tijdens wintertrainingen tegen fysieke malheur opgelopen. "Een winter zonder gekke dingen wordt me niet gegund", verzuchtte zij.

### 2014: Records + dubbelslag op EK
Indoor
De fysieke tegenslag van eind 2013 verhinderde Schippers niet om haar deelname aan de 60 m sprint op de WK indoor in Sopot al vroeg in 2014 veilig te stellen. Op 25 januari liep zij in Apeldoorn de 60 m in 7,23, ruimschoots binnen de kwalificatie-eis van 7,34. Een maand later eiste zij, opnieuw in Apeldoorn, bij de NK indoor op de 60 m in 7,25 alweer de vijfde nationale titel in successie voor zich op. Bovendien werd zij met 6,27 nog verspringkampioene ook, waarmee ze aantoonde dat zij haar oude prestatieniveau weer had bereikt. Een finaleplaats op de 60 m zat er enkele weken later in Sopot echter net niet in. In haar halve finale kwam zij een honderdste seconde te kort, al was de 7,18 die zij liet klokken, haar beste jaarprestatie. Schippers schreef na afloop het mislopen van de finale toe aan een slechte start en te verkrampt lopen in het tweede deel van haar race.
Outdoor
Begin april trokken Schippers, Nadine Visser en hun beider coach Bart Bennema naar Daytona Beach in Florida, waar tijdens een trainingsstage enkele weken werd samengewerkt met de Amerikaanse succescoach Rana Reider, trainer van onder anderen verspringer Dwight Phillips, hink-stap-springer Christian Taylor en tienkamper Bryan Clay. Doel was om de diverse onderdelen van de meerkamp onder handen te nemen en hierin een vervolgstap te zetten. Het nuttige effect van deze stage bleek weldra, want bij de eerste wedstrijden van het seizoen zette zij in eigen land direct enkele goede prestaties neer op de 100 m horden en de 200 m. Vervolgens, bij de jaarlijkse Hypo-Meeting in Götzis, eind mei, werd Schippers op de zevenkamp derde met 6545 punten, een verbetering van haar eigen nationale record van een jaar eerder in Moskou met 68 punten. Opvallend was hierbij vooral ook haar 200 m, die zij in 22,35 (+1,5 m/s) aflegde, een flinke verbetering van haar nationale record van 22,69, gelopen tijdens de WK van 2011 in Daegu. Het was bovendien de snelste tijd in Europa tot dan toe.
Er volgden nog meer sprintprestaties van formaat. Begin juli stelde Schippers tijdens de Athletissima in Lausanne samen met Madiea Ghafoor, Tessa van Schagen en Jamile Samuel op de 4 x 100 m het nationale record uit 2012 van 42,45 bij. Het viertal kwam in de Zwitserse stad tot 42,40, verreweg de beste Europese tijd van het jaar en de derde jaarprestatie in de wereld. "Ik moest iets goedmaken na mijn mislukte 100m-race", aldus Schippers, bij wie eerder tijdens haar individuele 100 m-start het blok was weggeschoten. Een week later nam Schippers deel aan de Diamond League-wedstrijd in Glasgow. Daar verbeterde zij in haar serie het Nederlandse record van Nelli Cooman van 11,08 uit 1986 door met een rugwind van +0,9 m/s naar 11,03 te snellen. Twee uur later voegde zij hier nog een tweede nationale record aan toe door de 200 m te winnen en haar tijd van Götzis te verbeteren naar 22,34 (+0,2 m/s), waarbij zij onder meer olympisch kampioene Allyson Felix en Diamond League-klassementsaanvoerster Blessing Okagbare versloeg.
EK in Zürich

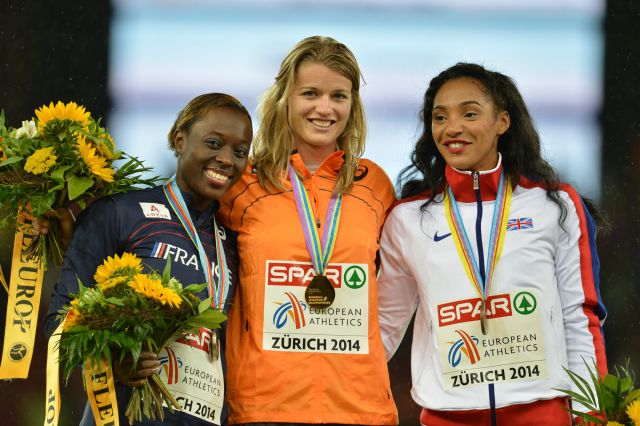
Erepodium van de 100 m op de EK van 2014, Zürich, met v.l.n.r. Myriam Soumaré (zilver), Dafne Schippers (goud) en Ashleigh Nelson (brons)

Schippers stond nu voor het dilemma op welke onderdelen zij in actie zou komen op de naderende Europese kampioenschappen in Zürich, de zevenkamp of de sprint? Op 14 juli hakte zij de knoop door: in overleg met coach Bennema koos zij voor de sprint. Een definitief afscheid van de meerkamp was dit echter niet, zo verduidelijkte zij. "Ik bereid me verder voor op de meerkamp bij de WK Atletiek in 2015 in Beijing." Haar trainingsaanpak voor de meerkamp offerde zij dus niet geheel op, wat bleek op de NK in Amsterdam. Daar won zij, naast de 100 m in 11,10, de snelste tijd waarmee een Nederlandse ooit nationaal kampioene was geworden, tevens het verspringen met 6,78, een verbetering van het Nederlandse record van Sharon Jaklofsky uit 1996 met drie centimeter.
Op de EK in Zürich bewees Schippers de juistheid van haar keuze voor de sprint; zij werd zowel op de 100 als de 200 m Europees kampioene. Op de 200 m verbeterde ze met 22,03 voor de tweede maal binnen enkele maanden haar eigen Nederlandse record. Ze plaatste zich er bovendien mee aan de kop van de wereldranglijst van 2014. Allyson Felix zou een maand later op de Memorial Van Damme in Brussel een honderdste seconde sneller zijn. Schippers werd in deze race derde in 22,30.

### 2015: Europees indoorkampioene, onder de 'elf' en WK outdoor Peking
Op de EK indoor van 2015 in Praag werd Schippers Europees kampioene op de 60 m in een tijd van 7,05, op dat moment de snelst gelopen tijd van de wereld van het indoorseizoen.
Vervolgens liep zij op 24 mei 2015 tijdens de Fanny Blankers-Koen Games de 100 m in 10,94. Daarmee was ze de eerste Nederlandse ooit die deze afstand in minder dan elf seconden liep. Met deze tijd verbeterde ze daarnaast het FBK Games-record, dat sinds 1990 op naam stond van Merlene Ottey. Die liep de 100 m destijds in 10,97. Een lang leven had dit Nederlands record overigens niet. Want twee maanden later, tijdens de Sainsbury's Anniversary Games in Londen, een wedstrijd in het kader van de Diamond League-serie, liep de Utrechtse er alweer twee honderdsten vanaf. In Londen won zij de 100 m in 10,92 s (+0,1 m/s rugwind), waarbij zij onder andere wereldtoppers als Blessing Okagbare en Murielle Ahouré achter zich hield.
Op 30 en 31 mei deed ze mee aan de zevenkamp van de Hypo-Meeting in Götzis. Ze lag op koers voor een verbetering van haar eigen nationaal zevenkamprecord, ze had na het speerwerpen al 130 punten winst geboekt, maar moest wegens een blessure opgeven. Prestaties: horden 13,33 (-0,2), hoog 1,77, kogel 14,66, 200m 22,39 (+1,4), ver 6,43 (-0,4), speer 42,22. Bij elkaar 5690 punten, goed voor de tweede plaats op dat moment achter Brianne Theisen-Eaton. De tijd op de 200 meter was net niet genoeg om de beste 200 in een zevenkamp ooit te lopen, iets waar ze wel haar zinnen op had gezet. Op 3 juni, enkele dagen na deze afgebroken meerkamp, maakte ze bekend te kiezen voor de sprint en de zevenkamp te laten varen.

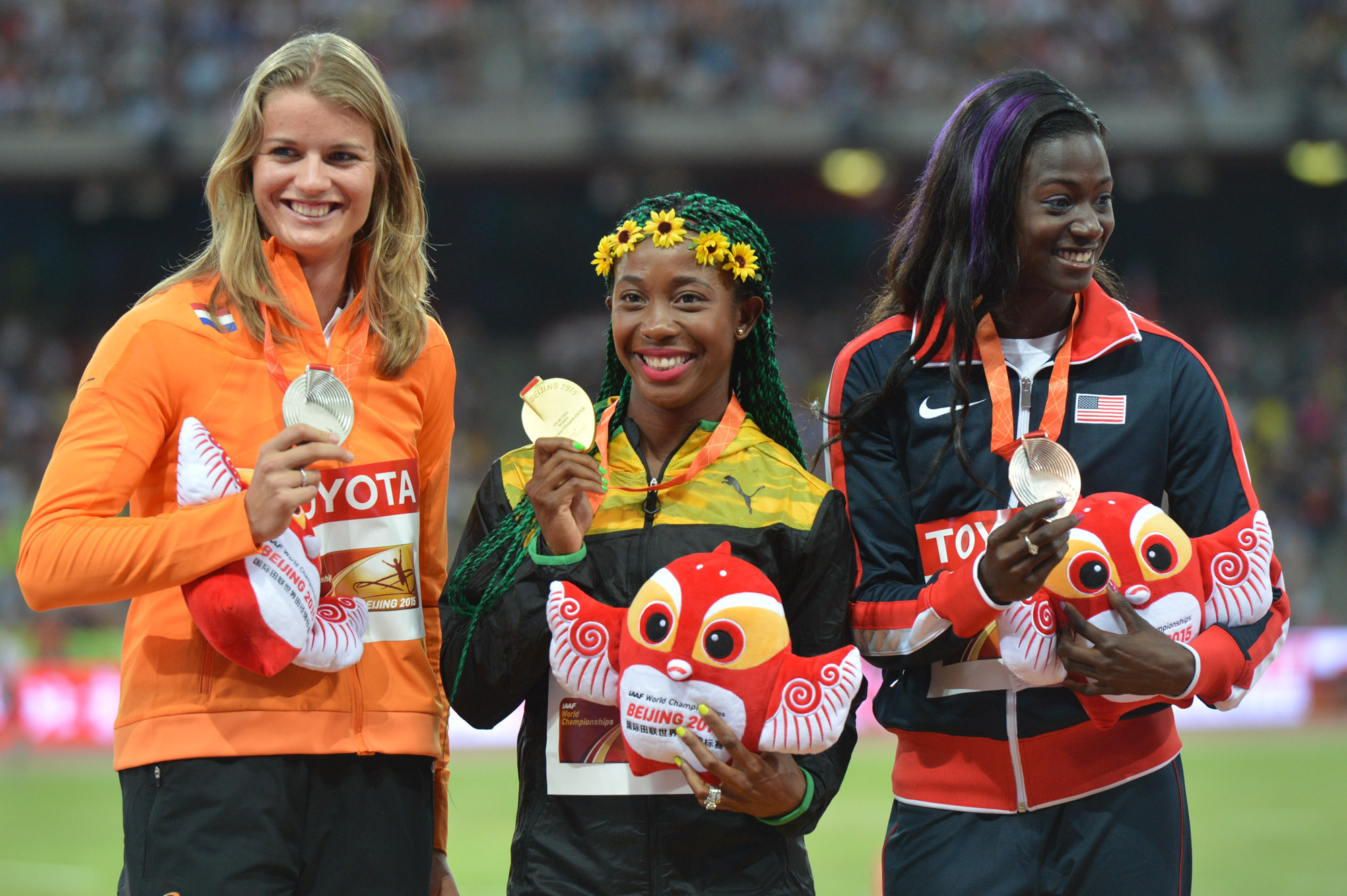
Het erepodium van de 100 m tijdens de WK van 2015 in Peking; v.l.n.r. Dafne Schippers, Shelly-Ann Fraser-Pryce en Tori Bowie

Op de WK in Peking liep Schippers op 24 augustus 2015 naar een zilveren medaille op de 100 m. In 10,81 was ze 0,05 seconden trager dan de Jamaicaanse Shelly-Ann Fraser-Pryce. Met deze tijd verbeterde Schippers voor de tweede maal op één dag haar eigen nationale record. Eerder had zij dit in de halve finale reeds bijgesteld van 10,92 naar 10,83. Vier dagen later veroverde zij op datzelfde WK op de 200 m sprint zelfs de gouden medaille. Haar winnende tijd van 21,63 was ditmaal niet slechts een Nederlands, maar zelfs een Europees record. Met deze prestatie promoveerde Schippers zichzelf op de 200 m naar de derde positie op de wereldranglijst tot dan toe.

### 2016: Fanny Blankers-Koen Games en zilver Olympische Spelen Rio
FBK Games
Op 22 mei 2016 won Schippers in Hengelo bij de Fanny Blankers-Koen Games de 200 m. Haar tijd van 22,02 was op dat moment haar tweede tijd ooit en de snelste tijd ooit gelopen op een Nederlandse atletiekbaan.
Olympische Spelen Rio de Janeiro
Op de Olympische Spelen van 2016 in Rio de Janeiro ging Schippers voor goud op de 100 en 200 m. Ze kwam echter niet verder dan zilver op de 200 m in 21,88. Het was weliswaar nog altijd de 20e wereldtijd ooit en de eerste Nederlandse olympische medaille op een atletieknummer in 24 jaar, maar Schippers was in eerste instantie zwaar teleurgesteld. Had zij zich immers op jonge leeftijd al niet ten doel gesteld om in 2016 olympisch goud te veroveren? Op de 100 m werd ze vijfde in 10,90. Op de 4 x 100 m werd ze met de Nederlandse ploeg uitgeschakeld in de series. Ze was bij de wissel te snel vertrokken en diende nadien in te houden, zodat het team met een tijd van 42,88 als zesde eindigde.
In 2016 brak ze met atletiekcoach Bart Bennema en ging ze verder met de Amerikaan Rana Reider.

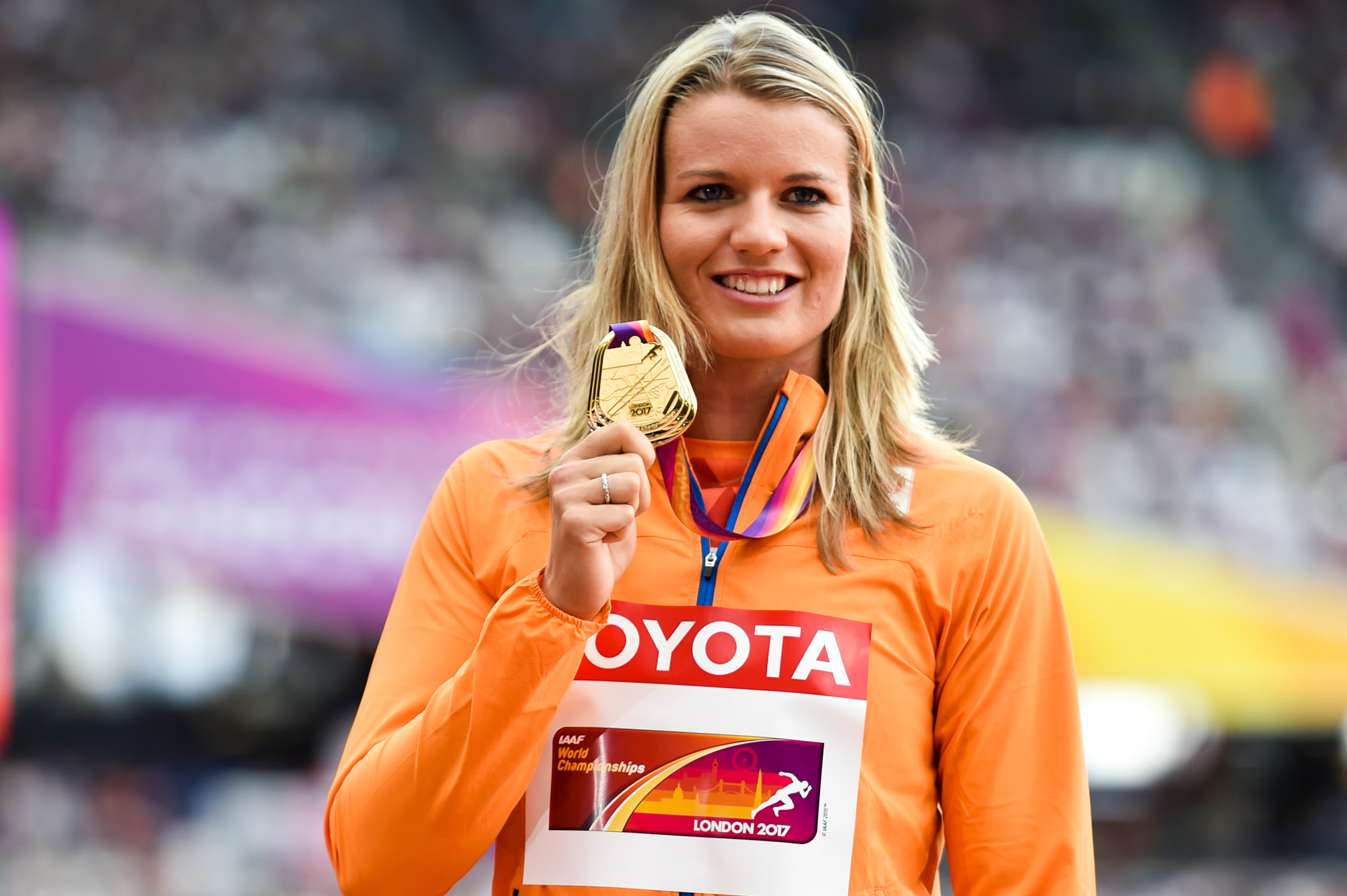
Dafne Schippers op de WK in 2017: voor de tweede keer wereldkampioene op de 200 m

### 2017: Opnieuw wereldkampioene 200 m
Op 11 augustus 2017 werd ze voor de tweede keer wereldkampioene op de 200 m, in een tijd van 22,05. Alleen Merlene Ottey en Allyson Felix slaagden er tot dan toe in tweemaal achter elkaar wereldkampioene te worden op de 200 m.

### 2018: Terug naar Bennema
Eind 2018 verliet ze haar atletiekcoach Rana Reider en keerde ze terug naar Bart Bennema, haar coach tot in 2016.

### 2020: Rugproblemen
In 2020 werd ze gehinderd door rugproblemen veroorzaakt door slijtage van tussenwervelschijven. Hierdoor werden veel trainingen gemist.

### 2021: Olympische Spelen Tokio en coach
Vanwege haar kwetsbare rug besloot Schippers zich op de Olympische spelen in Tokio volledig te richten op de 200 m en de 4 x 100 m estafette en niet deel te nemen aan de 100 m. Op de 200 m strandde ze in de halve finale, terwijl het estafetteteam in de finale de finish niet haalde vanwege een mislukte wissel tussen Nadine Visser en Schippers.
In oktober 2021 ruilde ze haar coach Bennema in voor Wigert Thunnissen. Ook verliet ze haar trainingslocatie Papendal. Met krachttrainers ging ze extra oefeningen doen voor een sterkere rug. De gedachte hierachter is, dat een sterk spierkorset een groot deel van de krachten kan opvangen die anders op de wervelkolom terechtkomen.
Een eerste optreden in 2022 op een 100 m in Vught eindigde in een serietijd van 11,23 (met RW) en 11,37 in de finale, waarna zij op de FBK Games in Hengelo onder regenachtige omstandigheden op de 100 m in een sterk veld als vijfde eindigde in 11,40. Enkele weken later volgde een overwinning op de 100 m in 11,29 tijdens de NK in Apeldoorn, haar zevende nationale titel in deze discipline. Het voorzichtige optimisme vanwege de stijgende lijn werd begin augustus bij een wedstrijd in Italië echter ruw verstoord, doordat zij daar een breuk in een wervel opliep. Haar geplande deelname aan de EK in München liep op de klippen, om plaats te maken voor een periode van revalidatie. Hierdoor moest ze in 2023 ook het WK in Boedapest overslaan. Als alternatief doet ze tijdens dit WK de analyses in de studio.

### Vanaf 2023: Van sporter naar bestuurder
Op 26 september 2023 kondigde Schippers aan dat ze stopte als atlete. Als reden gaf ze aanhoudende rugklachten. In 2024 werd ze aangesteld als toernooidirecteur van de Europese kampioenschappen indooratletiek 2025.

### Studie en privé
Schippers zat op het Leidsche Rijn College in Utrecht op de middelbare school. Vervolgens startte zij met een studie aan de PABO, aanvankelijk in Utrecht, daarna in Arnhem. Na twee jaar stopte zij daar echter mee om zich volledig te kunnen richten op haar sport.

## Trivia
- In 2017 werd in Utrecht een fiets- en wandelbrug naar haar vernoemd: de Dafne Schippersbrug. De naam werd gekozen door de inwoners van Utrecht middels een prijsvraag. De brug verbindt de wijk Oog in Al, waar Schippers zelf is opgegroeid, met Leidsche Rijn en werd op 13 mei 2017 officieel door haar geopend.[37]
- In 2022 deed Schippers mee aan de kerstspecial van het televisieprogramma De Alleskunner VIPS, waarin ze als tweede eindigde.

## Kampioenschappen

### Internationale kampioenschappen
| Onderdeel | Titel                    | Jaar       |
| --------- | ------------------------ | ---------- |
| 200 m     | Wereldkampioene          | 2015, 2017 |
| 200 m     | Europees kampioene       | 2014       |
| 100 m     | Europees kampioene       | 2014, 2016 |
| 100 m     | Europees kampioene U23   | 2013       |
| 4 x 100 m | Europees kampioene       | 2016       |
| 60 m      | Europees indoorkampioene | 2015       |
| zevenkamp | Wereldkampioene junioren | 2010       |
| zevenkamp | Europees jeugdkampioene  | 2011       |

### Nederlandse kampioenschappen
Outdoor
| Onderdeel   | Jaar                                     |
| ----------- | ---------------------------------------- |
| 100 m       | 2011, 2012, 2014, 2015, 2019, 2021, 2022 |
| verspringen | 2012, 2014                               |

Indoor
| Onderdeel   | Jaar                                                 |
| ----------- | ---------------------------------------------------- |
| 60 m        | 2010, 2011, 2012, 2013, 2014, 2015, 2016, 2018, 2019 |
| verspringen | 2011, 2013, 2014, 2015                               |

## Statistieken

### Persoonlijke records
Outdoor
| Onderdeel    | Prestatie    | Wind (m/s) | Datum              | Plaats    |
| ------------ | ------------ | ---------- | ------------------ | --------- |
| 100 m        | 10,81 (NR)   | -0,3       | 24 augustus 2015   | Peking    |
| 150 m        | 16,56 (WBP)  | +0,6       | 8 september 2020   | Ostrava   |
| 200 m        | 21,63 (ER)   | +0,2       | 28 augustus 2015   | Peking    |
| 800 m        | 2.08,59      |            | 1 juni 2014        | Götzis    |
| 100 m horden | 13,13        | -1,2       | 31 mei 2014        | Götzis    |
| hoogspringen | 1,80         |            | 3 augustus 2012    | Londen    |
| verspringen  | 6,78 (ex-NR) | +0,0       | 26 juli 2014       | Amsterdam |
| kogelstoten  | 14,66        |            | 30 mei 2015        | Götzis    |
| speerwerpen  | 42,82        |            | 17 mei 2014        | Hoorn     |
| zevenkamp    | 6545 (ex-NR) |            | 31 mei/1 juni 2014 | Götzis    |

BP = Beste prestatie aller tijden (officieus Nederlands record)
Indoor
| Onderdeel    | Prestatie | Datum            | Plaats    |
| ------------ | --------- | ---------------- | --------- |
| 60 m         | 7,00 (NR) | 13 februari 2016 | Berlijn   |
| 60 m horden  | 8,18      | 7 januari 2012   | Apeldoorn |
| hoogspringen | 1,74      | 25 januari 2009  | Dortmund  |
| verspringen  | 6,48      | 21 februari 2015 | Apeldoorn |
| kogelstoten  | 13,91     | 19 februari 2012 | Apeldoorn |

### Opbouw persoonlijk record meerkamp en potentieel record op basis van persoonlijk records
In de tabel staat de uitsplitsing van het persoonlijk record op de zevenkamp. In de kolommen ernaast staat ook het potentieel record, met alle persoonlijke records op de losse onderdelen en de bijbehorende punten.
|              | Uitsplitsing PR | Uitsplitsing PR | Uitsplitsing PR |              | Potentieel record | Potentieel record |
| Onderdeel    | Prestatie       | Wind (m/s)      | Punten          | Pers. record | Punten            |                   |
| ------------ | --------------- | --------------- | --------------- | ------------ | ----------------- | ----------------- |
| 100 m horden | 13,13           | -1,2            | 1105            | 13,13        | 1105              |                   |
| hoogspringen | 1,69            |                 | 842             | 1,80         | 978               |                   |
| kogelstoten  | 13,69           |                 | 773             | 14,66        | 838               |                   |
| 200 m        | 22,35           | +1,5            | 1145            | 21,63        | 1220              |                   |
| verspringen  | 6,48            | -0,2            | 1001            | 6,78         | 1099              |                   |
| speerwerpen  | 41,39           |                 | 694             | 42,82        | 721               |                   |
| 800 m        | 2.08,59         |                 | 985             | 2.08,59      | 985               |                   |
| Puntentotaal |                 |                 | 6545            |              | 6946              |                   |

### Prestaties per jaar
| Jaar | Zevenkamp | 60 m | 100 m | 200 m | verspringen |
| ---- | --------- | ---- | ----- | ----- | ----------- |
| 2007 | –         | –    | 12,69 | –     | 5,54        |
| 2008 | 4554      | 7,60 | 12,26 | 24,95 | 5,50        |
| 2009 | 5507      | 7,42 | 11,79 | 24,21 | 5,69        |
| 2010 | 5967      | 7,37 | 11,56 | 23,70 | 6,30        |
| 2011 | 6172      | 7,28 | 11,19 | 22,69 | 6,47        |
| 2012 | 6360      | 7,19 | 11,36 | 22,70 | 6,54        |
| 2013 | 6477      | 7,14 | 11,09 | 22,84 | 6,59        |
| 2014 | 6545      | 7,17 | 11,03 | 22,03 | 6,78        |
| 2015 | –         | 7,05 | 10,81 | 21,63 | 6,43        |
| 2016 | –         | 7,00 | 10,83 | 21,86 | –           |
| 2017 | –         | –    | 10,95 | 22,05 | –           |
| 2018 | –         | 7,09 | 10,99 | 22,14 | –           |
| 2019 | –         | 7,14 | 11,04 | 22,45 | –           |
| 2020 | –         | –    | 11,26 | 22,94 | –           |
| 2021 | –         | –    | 11,15 | 22,70 | –           |
| 2022 | –         | –    | 11,13 | –     | –           |

### Snelle tijden
100 m
Hieronder staat een overzicht van haar snelste tien 100 m wedstrijden.
| Tijd  | Wind (m/s) | Plaats         | Datum       | Jaar |
| ----- | ---------- | -------------- | ----------- | ---- |
| 10,81 | -0,3       | Peking         | 24 augustus | 2015 |
| 10,83 | -0,2       | Peking         | 24 augustus | 2015 |
| 10,83 | +0,7       | Doha           | 6 mei       | 2016 |
| 10,90 | -0,2       | Amsterdam      | 8 juli      | 2016 |
| 10,90 | +0,3       | Rio de Janeiro | 13 augustus | 2016 |
| 10,90 | +0,5       | Rio de Janeiro | 13 augustus | 2016 |
| 10,92 | +0,1       | Londen         | 25 juli     | 2015 |
| 10,94 | -0,5       | Monaco         | 15 juli     | 2016 |
| 10,94 | +1,8       | Hengelo        | 24 mei      | 2015 |
| 10,95 | +0,8       | Azusa          | 14 april    | 2017 |

200 m
Hieronder staat een overzicht van haar snelste tien 200 m wedstrijden.
| Tijd  | Wind (m/s) | Plaats         | Datum       | Jaar |
| ----- | ---------- | -------------- | ----------- | ---- |
| 21,63 | +0,2       | Peking         | 28 augustus | 2015 |
| 21,86 | +0,2       | Zürich         | 1 september | 2016 |
| 21,88 | -0,1       | Rio de Janeiro | 17 augustus | 2016 |
| 21,93 | +0,7       | Oslo           | 9 juni      | 2016 |
| 21,96 | +0,1       | Rio de Janeiro | 16 augustus | 2016 |
| 22,02 | -0,3       | Hengelo        | 22 mei      | 2016 |
| 22,03 | -0,5       | Zürich         | 15 augustus | 2014 |
| 22,05 | +0,8       | Londen         | 11 augustus | 2017 |
| 22,09 | -0,3       | Monaco         | 17 juli     | 2015 |
| 22,10 | -0,5       | Lausanne       | 6 juli      | 2017 |

## Palmares

### 60 m
- 2010:  NK indoor - 7,43 s
- 2011:  NK indoor - 7,28 s (evenaring NJR)
- 2012:  NK indoor - 7,19 s
- 2012: 3e in ½ fin. WK indoor - 7,25 s
- 2013:  NK indoor - 7,26 s
- 2013: 5e EK indoor - 7,14 s
- 2014:  NK indoor - 7,25 s
- 2014: 4e in ½ fin. WK indoor - 7,18 s
- 2015:  NK indoor - 7,18 s
- 2015:  EK indoor - 7,05 s
- 2016:  ISTAF indoormeeting in Berlijn - 7,00 s (ev. NR)
- 2016:  NK indoor - 7,03 s
- 2016:  WK indoor - 7,04 s
- 2018:  NK indoor - 7,09 s
- 2019:  NK indoor - 7,18 s
- 2019:  EK indoor - 7,14 s

### 100 m
- 2010: 5e FBK Games - 11,56 s (+3,3 m/s)
- 2011:  Gouden Spike - 11,50 s
- 2011:  NK - 11,41 s
- 2012:  Gouden Spike - 11,36 s
- 2012:  NK - 11,38 s (+0,1 m/s)
- 2013:  EK U23 - 11,13 s (-0,7 m/s)
- 2014:  Flynth Recordwedstrijden te Hoorn - 11,22 s (+0,6 m/s)
- 2014: 7e FBK Games - 11,34 s (-0,7 m/s)
- 2014:  NK - 11,10 s (+0,7 m/s)
- 2014:  EK - 11,12 s (-1,7 m/s) (in ½ fin. 11,08 s)
- 2015:  FBK Games - 10,94 s (NR) (+1,8 m/s)
- 2015:  NK - 11,02 s (+0,8 m/s)
- 2015:  WK - 10,81 s (-0,3 m/s)
- 2015:  Flame Games - 11,12 s (+0,5 m/s)
- 2016:  EK - 10,90 s (-0,2 m/s)
- 2016: 5e OS - 10,90 s (+0,5 m/s)
- 2017:  WK - 10,96 s (+0,1 m/s)
- 2018:  EK - 10,99 s (0,0 m/s)
- 2018: 4e Continental Cup te Ostrava - 11,23 s (-0,4 m/s)
- 2019:  FBK Games - 11,06 s (+1,7 m/s)
- 2019:  NK - 11,33 s (-0,9 m/s)
- 2019: DNS in fin. WK (in ½ fin. 11,07; -0,4 m/s)
- 2021: 4e FBK Games - 11,15 s (+0,8 m/s)
- 2021:  NK - 11,20 s (+1,2 m/s)
- 2022: 5e FBK Games - 11,40 s (+0,8 m/s)
- 2022:  NK - 11,29 s (-0,1 m/s) (in ½ fin. 11,28; +0,8 m/s)

Diamond League-resultaten
- 2013:  in serie Athletissima – 11,09 s
- 2013: 8e Memorial Van Damme - 11,31 s
- 2014:  Glasgow Grand Prix (B-race) – 11,03 s (NR) (+0,9 m/s)
- 2015:  London Grand Prix - 10,92 s (NR) (+0,1 m/s)
- 2016:  Qatar Athletic - 10,83 s (+0,7 m/s)
- 2016:  Herculis - 10,94 s (-0,5 m/s)
- 2016:  Memorial Van Damme - 10,97 s (+0,6 m/s)
- 2016:   Diamond League - 34 p
- 2017:  Golden Gala - 10,99 s (+0,5 m/s)
- 2017:  London Grand Prix - 10,97 s (-1,4 m/s)

### 150 m
- 2010:  Ter Specke Bokaal - 17,20 s (+2,0 m/s)
- 2012:  Ter Specke Bokaal - 17,35 s (-1,8 m/s)
- 2013:  Ter Specke Bokaal - 17,10 s (+0,6 m/s)
- 2013:  Flame Games - 16,93 s (BP)

### 200 m
- 2011: 5e in ½ fin. WK - 22,92 s (in serie 22,69 s = NR)
- 2012: 5e EK - 23,53 s (in ½ fin. 22,70 s)
- 2014:  Flynth Recordwedstrijden - 22,77 s (+1,1 m/s)
- 2014:  EK landenteams Superleague te Braunschweig - 22,74 s (+1,2 m/s)
- 2014:  EK - 22,03 s (NR)(-0,5 m/s)
- 2015:  WK - 21,63 s (ER, CR)(+0,2 m/s)
- 2016:  OS - 21,88 s (-0,1 m/s)
- 2017:  WK - 22,05 s (+0,8 m/s)
- 2018:  FBK Games - 22,44 s (+0,1 m/s)
- 2018:  EK - 22,14 s (+0,2 m/s)
- 2018:  Continental Cup - 22,28 s (+0,1 m/s)
- 2020: DNS in fin. NK (in serie 23,15 s)
- 2021: 6e in ½ fin. OS - 23,03 s

Diamond League-resultaten
- 2014:  Glasgow Grand Prix – 22,34 s (NR)(+0,2 m/s)
- 2014:  Memorial Van Damme - 22,30 s (+0,1 m/s)
- 2014:   Diamond League - 6 p
- 2015:  Athletissima – 22,29 s (+1,9 m/s)
- 2015:  Herculis - 22,09 s (-0,3 m/s)
- 2015:  Memorial Van Damme - 22,12 s (0,0 m/s)
- 2015:   Diamond League - 12 p
- 2016:  Prefontaine Classic - 22,11 s (+1,9 m/s)
- 2016:  Bislett Games - 21,93 s (+0,7 m/s)
- 2016:  London Anniversary Games - 22,13 s (-0,8 m/s)
- 2016:  Weltklasse Zürich - 21,86 s (+0,2 m/s)
- 2016:   Diamond League - 48 p
- 2017:  Qatar Athletic - 22,45 s (-2,3 m/s)
- 2017:  Bislett Games - 22,31 s (+1,4 m/s)
- 2017:  Athletissima - 22,10 s (-0,5 m/s)
- 2018:  Shanghai Golden Grand Prix - 22,34 s (-0,4 m/s)
- 2018:  Memorial Van Damme - 22,53 s (+0,1 m/s)
- 2019:  Stockholm Bauhaus Athletics - 22,78 s (+1,3 m/s)
- 2019:  Bislett Games - 22,56 s (-0,7 m/s)
- 2019: 6e Prefontaine Classic - 22,62 s (+1,9 m/s)
- 2019:  Herculis - 22,45 s (+0,1 m/s)
- 2019:   Diamond League - 33 p
- 2021: 6e Golden Gala - 23,03 s (+0,2 m/s)

### 100 m horden
- 2012:  Ter Specke Bokaal - 13,53 s (-1,0 m/s)
- 2012:  Flynth Recordwedstrijden - 13,45 s (+0,2 m/s)
- 2013:  Flynth Recordwedstrijden - 13,38 s (-0,3 m/s)
- 2013: DNF NK (1e in serie - 13,31 s; 0,0 m/s)
- 2014:  Ter Specke Bokaal - 13,20 s

### verspringen
- 2011:  NK indoor - 6,20 m (NJR)
- 2012:  Flynth Recordwedstrijden - 6,25 m (+1,2 m/s)
- 2012:  NK - 6,54 m (+1,1 m/s)
- 2013:  NK indoor - 6,28 m
- 2013:  Flynth Recordwedstrijden - 6,39 m
- 2013:  EK U23 - 6,59 m (+1,6 m/s)
- 2014:  NK indoor - 6,27 m
- 2014:  Ter Specke Bokaal - 6,04 m (+3,1 m/s)
- 2014:  NK - 6,78 m (NR) (+0,0 m/s)
- 2015:  NK indoor - 6,48 m

### kogelstoten
- 2012: 4e Gouden Spike - 13,66 m

### speerwerpen
- 2011: 5e Gouden Spike - 40,18 m

### zevenkamp
- 2009: 4e EK U20 - 5507 p
- 2010:  WK U20 - 5967 p (NJR)
- 2011: 8e Hypomeeting - 6172 p
- 2011:  EK U20 - 6153 p
- 2012: 7e Hypomeeting - 6360 p (PR)
- 2012: 11e OS - 6324 p (na DQ Josypenko)
- 2013:  Hypomeeting - 6287 p
- 2013:  WK - 6477 p (NR)
- 2014:  Hypomeeting - 6545 p (NR)
- 2015: DNF Hypomeeting

### 4 x 100 m
- 2010:  WK U20 - 44,09 s (NJR)
- 2011: 3e in serie WK - 43,44 s (ev. NR)
- 2012:  EK - 42,80 s (NR)
- 2012: 6e OS - 42,70 s (in serie 42,45 s = NR)
- 2013: 4e EK U23 - 44,18 s
- 2013: 4e in serie WK - 43,26 s
- 2014:  EK landenteams Superleague - 42,95 s
- 2014: DNF EK (3e in serie 42,77 s)
- 2015: DQ WK (in serie 42,32 s = NR)
- 2015:  EK team - 42,88 s
- 2016:  EK - 42,04 s (NR)
- 2016: 6e in serie OS - 42,88 s
- 2017: 4e World Athletics Relays in Nassau - 43,17 s
- 2017: 8e WK - 43,07 s
- 2018:  EK - 42,15 s
- 2019:  Weltklasse Zürich, Zürich Trophy - 42,28 s
- 2021:  World Athletics Relays - 44,10 s (in serie 43,28 s)
- 2021: DNF OS (in serie 42,81 s)

Diamond League-resultaten
- 2014:  Athletissima - 42,40 s (NR)

CR = Kampioenschapsrecord

## Onderscheidingen
- Young Talent Award - 2011[38]
- AU-atlete van het jaar - 2011, 2012, 2013, 2014, 2015, 2016, 2017
- Sportpenning van de stad Utrecht - 2014[39]
- Europees atlete van het jaar - 2014, 2015
- Op 8 december 2015 is Schippers door de redactie van Elsevier uitgeroepen tot Nederlander van het Jaar[40]
- Nederlands sportvrouw van het jaar - 2015, 2017
- Europees sportvrouw van het jaar (Evgen Bergant Trofee) - 2015
- Vrouw in de Media Award - 2016
- AU-lid van Verdienste - 2016
- Gouden Domtoren van de gemeente Utrecht - 16-8-2017
- Ridder in de Orde van Oranje-Nassau - 14-12-2017[41]

1983 Marita Koch ·
1987 Silke Gladisch ·
1991 Katrin Krabbe ·
1993 Merlene Ottey ·
1995 Merlene Ottey ·
1997 Zjanna Block ·
1999 Inger Miller ·
2001 Debbie Ferguson ·
2003 Anastasia Kapatsjinskaja ·
2005 Allyson Felix ·
2007 Allyson Felix ·
2009 Allyson Felix ·
2011 Veronica Campbell-Brown ·
2013 Shelly-Ann Fraser-Pryce ·
2015 Dafne Schippers ·
2017 Dafne Schippers ·
2019 Dina Asher-Smith ·
2022 Shericka Jackson ·
2023 Shericka Jackson
- Gemeinsame Normdatei: 112546870X
- World Athletics: 14291986
- Nederlandse Thesaurus van Auteursnamen: 407463585
- Virtual International Authority File: 5311147727654164710009
- WorldCat: E39PBJhmP6HfYvFJRFWJG7yyBP